# Stephen Fuller Austin
Stephen Fuller Austin (Condado de Wythe, 3 de novembro de 1793 — West Columbia, 27 de dezembro de 1836), conhecido como o "Pai do Texas", levou a cabo a segunda e última bem sucedida colonização da região pelos colonizadores dos Estados Unidos.